# Медресе Бекмуродбая
Медресе Бекмуродбая — медресе, расположенное в городе Карши (Кашкадарьинская область, Узбекистан), считается одним из наиболее хорошо сохранившихся памятников истории и культуры. Медресе Бекмуродбая включено в национальный список объектов недвижимого, материального и культурного наследия Узбекистана-взято под государственную охрану. В настоящее время мечеть находится в «Старом городе».

## История
Медресе Бекмуродбая было построено в 1911 году (1329 г. хиджры) на северной стороне Регистана, на главной площади Карши. До революции в этом медресе обучались женщины. Даже в нескольких кругах ее называли «женской академией».
Этот архитектурный памятник был построен Бекмуродбаем из казахов Мангытского рода. Среди горожан он был известен под именем «Бекмир казак». По этой причине медресе, построенное Бекмуродбаем, также носило название «Бекмир казак». В настоящее время медресе в народе называют медресе Бекмира.

## Архитектура
На мраморной доске под крышей медресе выгравировано на персидском языке имя человека, построившего медресе, имя архитектора, построившего его, а также дата его постройки. Медресе построено в Бухарском стиле из необожженного продолговатого сырцового кирпича размером 24.0 метра в высоту и 20.5 метра в ширину. При входе из калитки справа и слева расположены кабинеты. Двор также большой, его площадь составляет 12,1 х 11,8 метра. Количество ячеек, построенных вокруг медресе, составляло 23 штуки. Ячейки расположены справа и слева от входа. Кабинеты были в основном однокомнатными, без украшений, с решетками на дверном корпусе, из которых в комнату попадал свет. Крыша медресе была не очень высокой. Две боковые вершины крыши украшены узорчатыми кирпичными куполами. В двух боковых углах здания были башни, которые были довольно большими. Медресе Бекмуродбая имеет два этажа, на втором этаже также расположены кельи. План строительства медресе был аналогичен медресе Шер-Мухаммеда. Находившиеся на втором этвже 2 кельи с юго-восточной стороны медресе не соответствовали архитектурному облику медресе и были построены намного позже.